# Roland Schaer
 (janvier 2023).
Roland Schaer, né en 1947, ancien élève de l'École normale supérieure de Paris et agrégé de philosophie en 1971, est un philosophe du vivant.
Il a été[Quand ?] enseignant en philosophie, professeur à l'École du Louvre et a donné des cours d'éthique à l'Espace Éthique Ile de France portée par  l'Assistance publique - Hôpitaux de Pais. Il a été[Quand ?] directeur de l'Institut français de La Haye, directeur du développement culturel à la Bibliothèque nationale de France et chef du service culturel du musée d'Orsay.
En 2000, il est commissaire avec Lyman Tower Sargent de l'exposition Utopie, la quête de la société idéale en occident, à la Bibliothèque nationale de France, en association avec la New York Public Library.
Roland Schaer occupe[Quand ?] le poste de directeur du département Sciences et société et délégué aux affaires scientifiques à la Cité des sciences et de l'industrie.

## Publications
- L'Invention des musées, Paris, Gallimard, coll. « Découvertes Gallimard / Histoire » (no 187), 1993, 160 p. (ISBN 978-2-07-053230-8)
- Tous les savoirs du monde. Encyclopédies et bibliothèques, de Sumer au XXIesiècle, Roland Schaer (dir.), Paris, Bibliothèque nationale de France/Flammarion, 1996, 440 p.  (ISBN 978-2080102171)[3]
- Roland Schaer, Bibliothèque nationale de France et New York Public Library, Utopie : la quête de la société idéale en Occident, Bibliothèque nationale de France, 1er janvier 2000 (ISBN 978-2-213-60627-9, lire en ligne)[4],[5]
- Les Origines de la culture, Paris, éditions du Pommier, 8 octobre 2008, 117 p. (ISBN 978-2-7465-0404-2, lire en ligne)
- Répondre du vivant, Paris, éditions du Pommier, 2013, 237 p.  (ISBN 978-2746506671)[6],[7]
- Chambord, l'utopie à l’œuvre. 1519-2019, catalogue d'exposition, dir. avec Dominique Perrault, Dijon, éditions Faton, 2019, 380 p.  (ISBN 978-2878442670)